# برنديسية سوينغلية
برنديسية سوينغلية (الاسم العلمي: Brandisia swinglei) هي نوع من النباتات تتبع جنس البرنديسية من فصيلة البولفينية.